# Вотчанг (Нью-Джерсі)
Вотчанг (англ. Watchung) — місто (англ. borough) в США, в окрузі Сомерсет штату Нью-Джерсі. Населення — 6449 осіб (2020).

## Географія
Вотчанг розташований за координатами 40°38′34″ пн. ш. 74°26′10″ зх. д. / 40.64278° пн. ш. 74.43611° зх. д. (40.642845, -74.436233).  За даними Бюро перепису населення США в 2010 році місто мало площу 15,68 км², з яких 15,61 км² — суходіл та 0,07 км² — водойми.

## Демографія
Згідно з переписом 2010 року, у селищі мешкала 5801 особа в 2114 домогосподарствах у складі 1613 родин. Було 2234 помешкання
Расовий склад населення:
| - 80,5 % — білих - 12,7 % — азіатів - 3,4 % — чорних або афроамериканців - 0,1 % — корінних американців |

До двох чи більше рас належало 2,4 %. Частка іспаномовних становила 5,3 % від усіх жителів.
За віковим діапазоном населення розподілялося таким чином: 23,2 % — особи молодші 18 років, 55,7 % — особи у віці 18—64 років, 21,1 % — особи у віці 65 років та старші. Медіана віку мешканця становила 46,9 року. На 100 осіб жіночої статі у селищі припадало 92,1 чоловіків;  на 100 жінок у віці від 18 років та старших — 87,3 чоловіків також старших 18 років.
Середній дохід на одне домашнє господарство  становив 207 741 долар США (медіана — 140 163), а середній дохід на одну сім'ю — 225 127 доларів (медіана — 151 542). За межею бідності перебувало 3,0 % осіб, у тому числі 3,2 % дітей у віці до 18 років та 7,8 % осіб у віці 65 років та старших.
Цивільне працевлаштоване населення становило 2703 особи. Основні галузі зайнятості: освіта, охорона здоров'я та соціальна допомога — 26,2 %, науковці, спеціалісти, менеджери — 17,6 %, роздрібна торгівля — 17,4 %.